# ابرلاق علیا
ابرلاق علیا، روستایی از توابع بخش مرکزی شهرستان تویسرکان در استان همدان ایران است.

## جمعیت
این روستا در دهستان خرم‌رود قرار دارد و براساس سرشماری مرکز آمار ایران در سال ۱۳۹۵، جمعیت آن ۹۷ نفر (۳۱ خانوار) بوده‌است.